# Bispira porifera
Bispira porifera är en ringmaskart som först beskrevs av Grube 1878.  Bispira porifera ingår i släktet Bispira och familjen Sabellidae. Inga underarter finns listade i Catalogue of Life.